# 2384 Schulhof
Schulhof (asteroide 2384) é um asteroide da cintura principal, a 2,2918117 UA. Possui uma excentricidade de 0,1220088 e um período orbital de 1 540,38 dias (4,22 anos).
Schulhof tem uma velocidade orbital média de 18,43522188 km/s e uma inclinação de 13,54013º.
Esse asteroide foi descoberto em 2 de março de 1943 por Marguerite Laugier.